# Agent clandestin
Un agent clandestin (ou agent illégal) est un officier de renseignement qui travaille dans la clandestinité, c'est-à-dire sans aucun lien officiel avec le gouvernement de son pays, à l'opposé de l'officier de renseignement qui a une couverture officielle, en général au sein d'un service diplomatique de son ambassade. L'agent clandestin qui travaille dans un pays étranger dispose donc d'une couverture inofficielle et peut ainsi se faire passer par exemple, pour un journaliste, un homme d'affaires ou un membre d'une organisation non-gouvernementale (telle une organisation humanitaire).